# Чаадаев, Иван Иванович
Ива́н Ива́нович Чаада́ев (ум. 1696) — русский военный и государственный деятель, дипломат, стряпчий (1649), стольник (1658), думный дворянин (1663), окольничий (1676), воевода в Киеве, Переяславе и Архангельске.
Сын арзамасского городового дворянина Ивана Артемьевича Чаадаева. Представитель дворянского рода Чаадаевых.

## Биография
Начал службу в жильцах (низший придворный чин). В 1649 году Иван Иванович Чаадаев был пожалован из жильцов в стряпчие. В первые годы службы стряпчим И. И. Чаадаев участвовал в придворных церемониях и сопровождал царя Алексея Михайловича в его богомольных «походах» по подмосковным селам.

### Служба на Украине
В 1658 году стольник Иван Иванович Чаадаев вместе с князем Юрием Никитичем Барятинским и боярином Василием Борисовичем Шереметевым был отправлен на воеводство в Киев. И. И. Чаадаев был назначен третьим воеводой и товарищем (вторым заместителем) боярина Василия Борисовича Шереметева, назначенным первым воеводой в Киеве. В том же 1658 году участвовал и отличился в боях с казацко-татарскими войсками гетмана Ивана Выговского под Киевом. В 1660 году большая русская армия под командованием киевского воеводы Василия Борисовича Шереметева потерпела поражение от польско-татарской армии в боях под Чудновом. Главный воевода В. Б. Шереметев был взят татарами в плен. После пленения В. Б. Шереметева первым воеводой в Киеве был назначен князь Юрий Никитич Барятинский, а Иван Иванович Чаадаев стал вторым воеводой. Киевские воеводы Ю. Н. Барятинский и И. И. Чаадаев отказались исполнять унизительные условия Чудновского договора и вывести из города русский гарнизон.
В 1661 году Иван Иванович Чаадаев был назначен на воеводство в Переяслав. В октябре того же 1661 года Иван Чаадаев вместе с наказным гетманом и переяславским полковником Якимом Сомко отстоял Переяслав, осажденный войсками Юрия Хмельницкого и крымского хана Мехмед Герая. Царь Алексей Михайлович высоко оценил службу И. И. Чаадаева на Украине. Он получил от государя похвальную грамоту, в которой были перечислены все его «службы многия» и особенно отмечалась его воеводство в Переяславе, когда, в приход хана крымского, гетмана Ю. Хмельницкого и польских войск, он «город и гетмана Якима Сомка с ево со всеми полками от наступления и прелести ханской и Хмельницкого уберег».
В 1663 году Иван Иванович Чаадаев был пожалован в думные дворяне и назначен воеводой в Киеве. И. И. Чаадаев заслужил любовь киевлян своим справедливым и честным отношением ко всем сословиям. Чаадаев, чтобы выплатить жалованье ратным людям, занял у Якима Сомко 4 тысячи рублей. Понимая важность Киева для укрепления царской власти на Украине, киевский воевода Иван Чаадаев в 1665 году поддержал местных горожан в их конфликте с левобережным гетманом Иваном Мартыновичем Брюховецким. Гетман стремился отобрать у Киева привилегии, дарованные ему польскими королями и подтвержденные царем. Однако Иван Чаадаев выступил против затеянной гетманом переписи богатых мещан и купцов для обложения их подводной податью, не впустив в город прилуцкого полковника Лазаря Горленко, присланного И. М. Брюховецким. Левобережный гетман жаловался на киевского воеводу Ивана Чаадаева в Москву, но не выиграл дела. В 1666 году Иван Чаадаев сдал должность воеводы в Киеве окольничему князю Никите Яковлевичу Львову. Царь Алексей Михайлович назначил И. И. Чаадаева воеводой в Архангельск. Иван Чаадаев прибыл в Архангельск 22 марта 1666 года и провёл там четыре года. В сентябре 1670 года Иван Иванович Чаадаев был отозван из Архангельска в Москву.

### Дипломатическая и придворная служба
В дальнейшем И. И. Чаадаев отличился на дипломатическом поприще, участвуя в многочисленных переговорах с Речью Посполитой. В 1671 года Иван Иванович Чаадаев в состав русского посольства под руководством окольничего В. С. Волынского ездил в Варшаву. В следующем 1672 году вновь был отправлен в Польшу для размена ратификационными грамотами на заключенный в Москве посольством Яна Гнинского. В 1674 году Иван Иванович Чаадаев участвовал в посольском съезде на русско-польской границе и в заключении третьего Андрусовского договора. В 1676 году был пожалован из думных дворян в окольничие. В 1678 году окольничий Иван Иванович Чаадаев в составе русского посольства боярина князя Якова Никитича Одоевского в третий раз посещал Речь Посполитую. В 1679 году входил в состав нового русского посольства под руководством боярина Ивана Васильевича Бутурлина, направленного в Варшаву для размена ратификационными грамотами после заключения третьего Московского договора (1678). Кроме Польши, И. В. Бутурлин и И. И. Чаадаев посетили Австрию, чтобы склонить императора к разрыву с Османской империей, и Венецию. В 1681 году окольничий Иван Чаадаев возглавил переговоры с польским посланником С. Невестиньским. В 1683 году был пожалован в ближние окольничие.
В 1684 году Иван Иванович Чаадаев, получивший почетный титул наместника муромского, входил в состав русской делегации (под руководством наместника астраханского, ближнего боярина князя Якова Никитича Одоевского) принимал участие в переговорах с польско-литовскими комиссарами в Андрусово, на Смоленщине.
В 1686 году ближний окольничий Иван Иванович Чаадаев участвовал в переговорах с польско-литовской делегацией в Москве и подписании договора о вечном мире между Россией и Польшей. В награду за эту службу был награждён «серебряным золоченым кубком в 3 фунта, атласным кафтаном на соболях ценой в 150 руб., придачей к окладу 120 рублей и тремя тысяча ефимков на вотчину». Летом того же 1686 года ближний окольничий И. И. Чаадаев входил в состав русского посольства под руководством боярина Бориса Петровича Шереметева, отправленного в Польшу для ратификации договора о вечном мире между Россией и Речью Посполитой.
В 1672 году Иван Иванович Чаадаев руководил Земском приказом, в 1681 году вместе с князем Василием Васильевичем Голицыным был назначен «уравнять службы, чтобы гостям, гостиным, суконным, дворцовым, кадашевцам, клюшенным слободам, чёрным сотням и всех городов посадским людям и дворцовых больших сел и слобод крестьянам подати платить не в тягость было». В том же 1681 году руководил Сибирским приказом, где сменил князя Ивана Борисовича Репнина.
12 января 1682 года подписал соборное постановление от отмене местничества. В том же 1682 году участвовал в церемониях по поводу смерти царя Фёдора Алексеевича и коронации царей Ивана и Петра Алексеевичей, когда нёс скипетр. В 1686 году вместе с князем В. Д. Долгоруковым и думным дьяком Семеновым вошел в комиссию «для обновления и пополнения» Бархатной родословной книги. Затем участвовал в придворных церемониях, ходил в духовных процессиях «за иконами», сопровождал малолетных царей во время их поездок в подмосковные села и монастыри, во время отсутствия царей неоднократно оставался с боярами «ведать Москву».
В 1690 году Иван Иванович Чаадаев служил воеводой в Яренске. В том же году участвовал в переговорах с польскими и персидскими послами. В январе 1696 года Иван Иванович Чаадаев скончался и был похоронен в церкви Николы Явленного на Арбате.

## Семья
Иван Иванович Чаадаев был женат на Аксинье Семёновне, от брака с которой имел двух сыновей: Ивана и Василия. После смерти своей жены он сделал любовницей свою невестку Аксинью Михайловну (урожденную Самарину), вдову его старшего сына Ивана. Петр Иванович Бутурлин в одном из писем к царю Петру Алексеевичу писал, что Аксинью Михайловну «в крайнем угождении имел окольничий Иван Иванович Чаадаев, несмотря на то, что она ему невестка была».
Младший сын — Василий Иванович Чаадаев (ум. 1723), комнатный стольник царя Ивана Алексеевича (с 1682 года), капитан Семёновского полка (с 1698 года), участник Северной войны и был ранен в бою у деревни Лесной. Был дважды женат.